# Bon

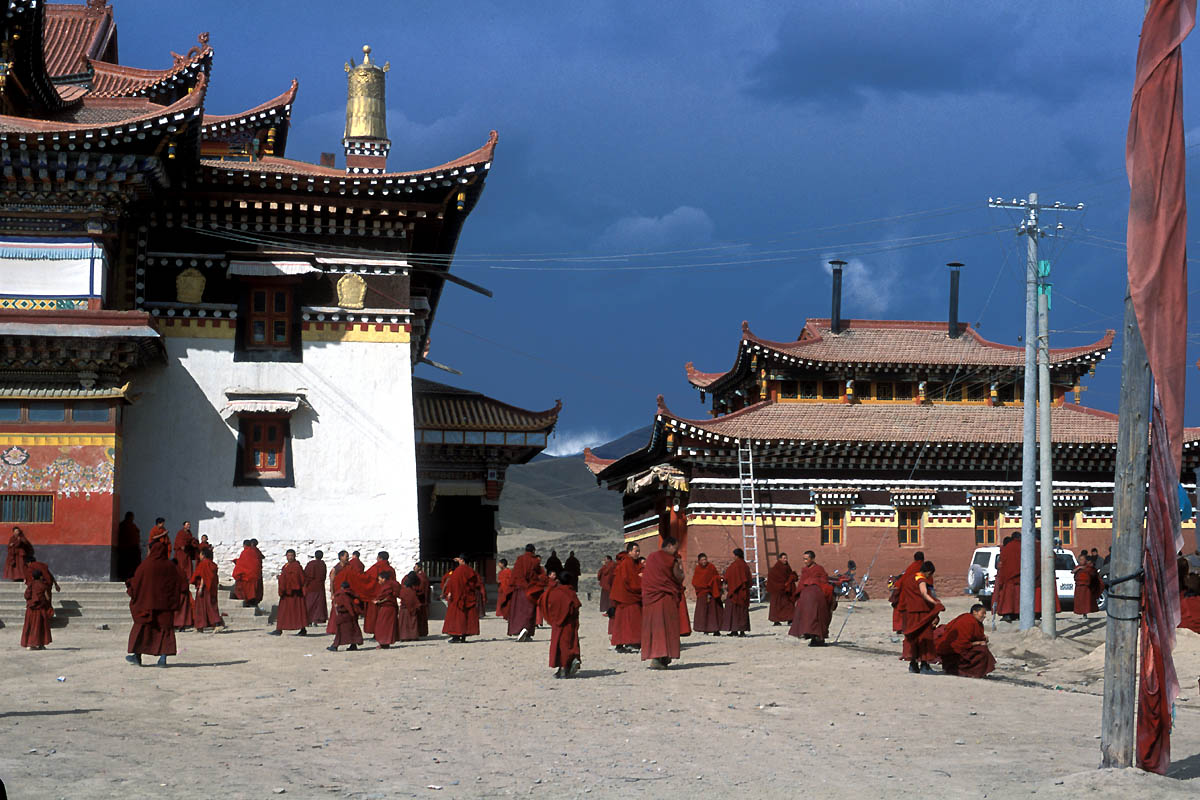
Bonpa kolostor Narsi Gonpában (Tibet)

A bon vagy bön (tibeti: བོན་, Wylie: bon IPA:[pʰø̃̀(n)]) Tibet ősi hitrendszere, amelyben a népi vallásosság animista és sámánisztikus hagyományai keverednek iráni zoroasztriánus elemekkel,  hindu (saiva) és a 7. századtól buddhista hitvilággal, amellyel versenyezve, annak egyes elemeit magába olvasztva tételes vallássá alakult a tibeti régióban. A buddhista tanok második, 11. századi tibeti terjesztése után nyert szervezett formát. Az ősi bon – amelyről írásos források hiányában meglehetősen keveset tudunk – és a mai bon között csak felszínes folyamatosság mutatható ki. A bon jelenlegi megnyilvánulási formáit az Indiából beáramló mahájána buddhizmus alakította a legnagyobb mértékben. A követőjét bönpo néven nevezik.

## Kialakulása és fejlődése
A vallásról az írásos forrásokat a buddhista szerzetesek állították elő, akik próbálták a tibeti történelemben annak jelentőségét csökkenteni. Eredeti neve a Gcug, a bon nevet is a 11. századi buddhista szerzetesek adták a vallásnak, a lámaizmus terminológiáját és intézményeit is ekkor vette át (módosított bon, agyur bon). A bon szó jelentése:  istenigézés varázsigék kántálásával.
Papjai a bonpók, akik különböző rituális feladatokra szakosodtak, például démonűzés, áldozati szertartások bemutatása, de a papság  a 9. század előtt nem alkotott egységes szervezeti formát. Számtalan kifinomult eszközt használtak, például állványzatot a démonok fogságba ejtésére, illetve sámándobot azok elűzésére. Sajátos jelvényük a pamutturbán. Szertartás-szakértőik egyik feladata az uralkodók őrzése és megrontásuk megakadályozása,  de jelentős szerepük volt a holtak lelkének ápolásában, hitük szerint ugyanis a bonpók vezették át a holtak lelkét a túlvilágra, így képesek voltak később is megidézni őket.
A bon jelentős korszaka, felvirágzása  Triszongdecen király uralkodására esik a 8. század második felében.  A tibeti történeti források szerint a király a buddhizmus legfőbb támogatója volt, és az egymás mellett létező és vetélkedő buddhizmus és bon ősi iratok fordítására kolostorokat alapított.  A bönpok zsangzsung (kínai) nyelvből,  a buddhisták szanszkritból fordították szent szövegeiket, néha egymás munkáiba besegítve. Ilyen körülmények között szükségszerűen befolyással voltak egymásra is.
A bonpo kommentátorok, főleg a 12. század után a vallás eredetmondáit is kidolgozták, így annak központi alakja bon Senrab ni bo (a „kiváló ember”) volt, akinek életrajzához Sakjamúni Buddha (a történelmi Buddha) illetve a tibeti Buddhista kánon első mestere Padmaszambhava élete szolgált mintaképül.   Iránban született meg, majd számtalan démont legyőzve meghonosította a bon vallást Tibetben és Kínában, majd Buddhához hasonlóan elérte a nirvánát.
Senrab a modern kutatások szerint a bon kánon kidolgozója lehetett, aki rendszerezte, egységbe foglalta a mitológiai hagyományok, szokások, rítusok és mondák számtalan változatát. Maga a kánon meglehetősen vegyes eredetű irodalmi alapokra épül, többek között olyan szövegekre, amelyeket elrejtettek a 11. században, majd azokat újra fellelve a tan részévé tettek. A 15. században nyert végleges formát, amikor a Kandzsúr 75 kötetében, illetve ezek kommentárjait a Tandzsúr 131 kötetében összefoglalták.

## A tan
A bon vallási lényege a buddhizmushoz hasonlít, amennyiben gyakorlatának értelme a szanszárából, a létforgatagból való kilépés, a felébredettség, buddhaság elérése. Kétlényegű legfőbb istenséggel rendelkezik, akit a női aspektusú Küntuszangmo és a férfi aspektusú Küntuszangpo (a.m. tökéletesség) egyaránt jellemez. 360, valószínűleg a holdév napjaival  párhuzamba állítható egyéb istenei vannak (gekö), de a tudománynak, művészetnek, a négy alapelemnek (föld, víz, ég, tűz) is léteznek istenei.
Fejlődésének három fő szakaszát különböztetik meg:
1. Dzölbön: ahol a mágia erejét használják a rontások elűzésére. Samanista vonásokat tartalmaz, irodalma még nem létezik.
2. Tyarbön vagy durbön: temetési rituálék korszaka, a Tibeti halottaskönyv (Bardo tödol) keletkezésének időszaka. Egyúttal kialakulnak a  vallás elméleti alapjai;
3. Gyurbön: a buddhista tanítások beolvasztása a bon hagyományokba, irodalma már jelentős.

Kilenc ún. „kocsira” („jána”) tagolódik, amelyet A bon kilenc útjának neveznek (Tegpa Rimgü Bön /Thegpa Rimgu'i Bon/)
Az első négy kocsi régi samanista-animista elemeket tartalmaz és az „Az ok kocsijai” nevet adták neki (gyükji tegpa /rgyud-kyi theg-pa/). A következő négy az eredmény útja,  (drébü tekpa /Bras-bu'i theg-pa/), a kilencedik a „Nagy tökéletesség” (dzokcsen, i.t: rDzogs-chen)
1. A jóslás útja: Mo (jóslás), tszi /rtsis/ (asztrológia), to /gto/ (szertartások) and dacse /dphyad/ (Az okok vizsgálata)
2. A látható világ útja: a természet, és a létezők (entitások eredete)
3. A képzetek útja: kedvezőtlen hatások ártalmatlanítása
4. A létezés útja: Bardo és kalauzolás a halálon keresztül
5. Az erények követésének útja, útmutatás, hogyan kövessük ezt az utat
6. A szerzetesség útja: a szerzetesi fegyelem szabályai
7. A tiszta hang útja: magasabb rendű tantrikus gyakorlatok, rituálék varázsigék és a mandala
8. Ősi tanok: gyakorlati és viselkedésbeli kérdések, a három idő tudása
9. A legfelsőbb út: a dzogcsen azaz  a Nagy tökéletesség elérése.

Háromszintű meditációs technikát tanít, az első szinten a tudat szétszórtságát szünteti meg és a  koncentrációt erősíti, a másodikban a lélekben megjelenik a megszabadulás, a harmadik és legfelső szint az, amikor a meditáló tudata magába olvasztja a tér minden aspektusát, a tisztátalanság tudássá válik, így létrejön a „tökéletes tisztaság” állapota.
Eredetmondájukban hindu és buddhista tanok keverednek, így például a végtelen semmiből kiemelkedő lét a fényes atyai és sötét anyai princípiumot alkotta meg, a hideg és jég kialakulása után a tükörszerű tó tojássá alakult, amelyből két madár kelt ki, a Gazdag Ragyogás, és  a Megfáradt Sötétség. Egyesülésük három tojást eredményezett, a fehér színűből istenek keltek ki, a feketéből az ember, a pöttyösből az ima, ami megteremti a kapcsolatot a két létező között.
Írott hagyományaik többsége a Kandzsúr és Tandzsúr mellett ún. terma, azaz egykoron  elveszett, de jeles mesterek által később megtalált könyv, így rendkívüli tisztelettel viseltetnek irántuk.